# Black Beauty: Miles Davis at Fillmore West
| 전문가 평가                   | 전문가 평가 |
| 평가 점수                     | 평가 점수   |
| 출처                          | 점수        |
| ----------------------------- | ----------- |
| All Music Guide to Jazz       | [ 1 ]       |
| Christgau's Consumer Guide    | A−          |
| Down Beat                     | [ 3 ]       |
| Encyclopedia of Popular Music | [ 4 ]       |
| Entertainment Weekly          | A−          |
| Los Angeles Times             | [ 6 ]       |
| The Penguin Guide to Jazz     | [ 7 ]       |
| The Rolling Stone Album Guide | [ 8 ]       |
| Sputnikmusic                  | 4/5         |
| Tom Hull – on the Web         | B+          |

《Black Beauty: Miles Davis at Fillmore West》는 미국의 재즈 트럼펫 연주자, 작곡가, 밴드 리더인 마일스 데이비스의 라이브 더블 음반이다. 1970년 4월 10일, 샌프란시스코 필모어 웨스트에서 트럼펫 연주자의 《Bitches Brew》 음반 발매와 《Jack Johnson》 (1971년)의 녹음 직후 녹음되었다. 《Black Beauty》는 데이비스의 오랜 음반 프로듀서인 테오 마세로에 의해 프로듀싱되었다.
재즈 록 음반인 《Black Beauty》는 데이비스의 전기 시대 초기에 록 공연장에서 그의 첫 공연 중 하나를 포착했다. 콘서트에서, 그는 그의 밴드 색소포니스트 스티브 그로스먼, 베이시스트 데이브 홀랜드, 키보디스트 칙 코리아, 드러머 잭 디조넷, 그리고 퍼커셔니스트 아이르투 모레이라를 이끌고 연주를 계속했다. 그는 트럼펫으로 연주되는 문구로 한 곡에서 다음 곡으로 변화를 예고했다.
《Black Beauty》는 1973년 CBS 소니에 의해 일본에서만 처음 발매되었으며 트랙 목록에 개별 곡이 명시되지 않았다. 데이비스의 미국 음반사 컬럼비아 레코드는 로열티 목적으로 작곡을 식별하는 데 어려움을 겪었고, 이 음반은 1997년까지 미국에서 발매되지 않았다. 비평가들은 일반적으로 《Black Beauty》에 긍정적이었지만, 일부는 음질과 그로스먼의 솔로에 비판적이었다. 코리아는 이 녹음이 데이비스의 특정 밴드가 어떻게 라이브로 연주했는지 정확한 문서라고 말했다.

## 배경
《Black Beauty》는 1970년 4월 10일 샌프란시스코 필모어 웨스트에서 데이비스가 그레이트풀 데드의 오프닝 연주로 공연했을 때 콘서트에서 녹음되었다.  그 공연은 그의 스튜디오 음반 《Bitches Brew》가 가게에 발매된 직후에 열렸고, 그는 그 음반의 몇 곡을 연주했다. 데이비스는 소프라노 색소포니스트트 스티브 그로스먼, 베이시스트 데이브 홀랜드, 키보디스트 칙 코리아, 드러머 잭 디조넷, 퍼커셔니스트 아이르투 모레이라가 참여한 앙상블을 이끌었다. 그해 초 색소포니스트 웨인 쇼터가 그룹에서 탈퇴한 후, 그로스먼은 라이브 밴드에 합류하기 전에 다음 음반 《Jack Johnson》 (1971년)의 4월 7일 녹음 세션에 참여하기 위해 데이비스에 의해 영입되었다.
4월 10일 공연은 데이비스가 그 달 필모어 웨스트에서 공연한 네 번의 콘서트 중 두 번째였고 한 달 전 뉴욕 필모어 이스트에서 공연한 록 공연장에서의 첫 번째 콘서트 중 하나였다. 컬럼비아 레코드의 회장인 클라이브 데이비스에 의해 제안된 록 공연장으로의 그의 변화는 음반 시장 《Bitches Brew》가 반문화 청중들에게 주는 것을 도왔다. 홀랜드에 따르면, 이 무렵 트럼펫 연주자의 음악은 그들이 마주친 록 관객들에게 좋은 반응을 얻었다고 합니다. 홀랜드는 "최근 그레이트풀 데드의 전 멤버 중 한 명으로부터 마일스 옆에서 연주해야 한다는 사실에 매우 긴장했다는 말을 들었다"라고 말했다. "그 당시는 사람들이 음악적 범주에 대해 그렇게 걱정하지 않았던 때였습니다. 그리고 이것은 당신의 얼굴에 꽤 강한 음악이었습니다. 사람들은 그것을 좋아했습니다." 데이비스는 필모어 웨스트 쇼가 그에게 "눈을 뜨게 하는 경험"이라고 말했다. 데이비스의 음악 팬이었던 그레이트풀 데드의 프론트맨 제리 가르시아와 친해지기는 했지만, 그에게 일반적으로 익숙하지 않은 수천 명의 젊고 백인 히피들이 있었다고 데이비스는 회상했다.
| “ | 그 장소는 정말 공간이 넓고, 높고, 백인들로 가득 찼습니다. 그리고 우리가 처음으로 놀기 시작한 곳에서는 사람들이 돌아다니며 이야기를 나누고 있었습니다. 하지만 잠시 후 그들은 모두 조용해졌고 정말로 음악에 빠져들었습니다. 저는 《Sketches of Spain》에 나오는 것과 같은 것을 연주했고, 그리고 나서 《Bitches Brew》에 들어갔고, 그것은 정말로 그것들을 날려버렸습니다. 그 콘서트가 끝난 후, 제가 샌프란시스코에서 연주할 때마다, 많은 젊은 백인들이 공연장에 나타났습니다. | ” |

## 곡 목록
모든 곡들은 특별한 언급이 없는 한 마일스 데이비스에 의해 작곡하였다.

### 1973년 LP
| #  | 제목                    | 재생 시간 |
| -- | ----------------------- | --------- |
| 1. | 〈Black Beauty Part I〉 | 23:46     |

| #  | 제목                     | 재생 시간 |
| -- | ------------------------ | --------- |
| 1. | 〈Black Beauty Part II〉 | 18:22     |

| #  | 제목                      | 재생 시간 |
| -- | ------------------------- | --------- |
| 1. | 〈Black Beauty Part III〉 | 17:15     |

| #  | 제목                     | 재생 시간 |
| -- | ------------------------ | --------- |
| 1. | 〈Black Beauty Part IV〉 | 21:28     |

### 1997년 CD 재발행
| #  | 제목                           | 작곡               | 재생 시간 |
| -- | ------------------------------ | ------------------ | --------- |
| 1. | 〈Directions〉                 | 조 자비눌          | 10:46     |
| 2. | 〈Miles Runs the Voodoo Down〉 |                    | 12:22     |
| 3. | 〈Willie Nelson〉              |                    | 6:23      |
| 4. | 〈I Fall in Love Too Easily〉  | 새미 칸, 줄 스타인 | 1:35      |
| 5. | 〈Sanctuary〉                  | 웨인 쇼터          | 4:01      |
| 6. | 〈It's About That Time〉       |                    | 9:59      |

| #  | 제목                      | 작곡 | 재생 시간 |
| -- | ------------------------- | ---- | --------- |
| 1. | 〈Bitches Brew〉          |      | 12:53     |
| 2. | 〈Masqualero〉            | 쇼터 | 9:07      |
| 3. | 〈Spanish Key/The Theme〉 |      | 12:14     |

## 같이 보기
- Agharta